# X-Cerpts: Live at Willisau
X-Cerpts: Live at Willisau (auch "X"-Cerpts – Live at Willisau) ist ein Jazzalbum von Herb Robertson. Die am 31. Januar 1987 im Gasthaus Zum Mohren in Willisau entstandenen Aufnahmen erschienen 1987 auf JMT. 2002 wurde das Album bei Winter & Winter in verändertem Cover-Design wiederveröffentlicht.

## Hintergrund
Nach seinem Debüt mit Transparency (1985) nahm der Trompeter Herb Robertson vier weitere Alben für den Produzenten Stefan Winter und dessen JMT-Label auf, zunächst The Little Trumpet im Juli 1986 in New York, und Ende Januar 1987 das Livealbum X-Cerpts: Live at Willisau, entstanden in Quintettbesetzung mit Tim Berne (Altsaxophon), Gust William Tsilis (Vibraphon), Lindsey Horner (Bass) und Joey Baron (Schlagzeug). Bandleader Herb Robertson spielt Trompete, Taschentrompete, Kornett und Flügelhorn. In den folgenden Jahren entstanden noch die JMT-Produktionen Shades of Bud Powell (1988) und Certified (1991).

## Titelliste
- Herb Robertson: X-Cerpts: Live at Willisau (JMT 870013, Winter & Winter – 919 013-2)[1]

1. Jiffy Jester Jig (Part 1, 2 & 3) • Lulla	27:28
2. Karmic Ramifications (Vibration / Formation / Dissipation / Transformation)	31:32
3. Flocculus	8:27

Die Kompositionen stammen von Herb Robertson.

## Rezeption
Das Live-Album habe einige wundervolle Momente, aber die drei langen Tracks seien jeweils in einer wesentlichen Hinsicht überkocht, entweder in der Komplexität des Arrangements oder in der scheinbar eigenwilligen Perversität dessen, was daraus gemacht wird,  schrieben Richard Cook und Brian Morton, die in ihrem The Penguin Guide to Jazz das Album lediglich mit drei Sternen bewerteten. Wie immer würden Berne und Robertson etwas feuriges und wirkungsvolles spielen, aber zu viel davon klinge wie weggeworfen.
Allmusic verlieh dem Album drei Sterne.